# Michael Winterbottom
Michael Winterbottom (Blackburn, Inglaterra, 29 de março de 1961) é um cineasta britânico prolífico, que já dirigiu 15 filmes entre 1995 e 2007, sendo seis deles escritos pelo roteirista Frank Cottrell Boyce, incluindo Welcome to Sarajevo e 24 Hour Party People. Tem duas filhas com sua ex-esposa, a escritora Sabrina Broadbent.
A obra de Winterbottom é marcada por um fortíssimo realismo e uma mistura hábil entre documentário e drama, que chega a impressionar e confundir plateias, deixando em dúvida se as imagens foram encenadas ou captadas diretamente da realidade. Também costuma privilegiar temas impactantes da política internacional e forte apelo social, como refugiados de guerra e crises humanitárias. Entre os exemplos disso, estão The Road to Guantanamo (sobre a prisão da base de Guantánamo), Welcome to Sarajevo (sobre a Guerra da Bósnia) e In This World (sobre imigrantes do Afeganistão para a Inglaterra), além do mais recente A Mighty Heart, sobre a luta da família do jornalista Daniel Pearl.
Outro traço frequente do trabalho do cineasta é o uso do rock alternativo e do britpop em suas trilhas sonoras, incluindo bandas como Stone Roses, New Order e Black Rebel Motorcycle Club. Dois filmes, especificamente, são centrados na música: 24 Hour Party People (sobre a trajetória da gravadora Factory Records e a cena rock de Manchester dos 1970s aos 1990s) e 9 Songs (um drama psicológico de casal intercalado com nove cenas de shows de rock).

## Filmografia
- Love Lies Bleeding (1993)
- Under The Sun (1992)
- Forget About Me (1990)
- Rosie The Great (1989) para TV
- Butterfly Kiss (1994)
- Go Now (1995)
- A Cock and Bull Story (1995)
- Jude (1996)
- Welcome to Sarajevo (1997) - Bem-Vindo a Sarajevo
- I Want You (1998/I)
- With or Without You (1999)
- Wonderland (1999)
- The Claim (2001)
- 24 Hour Party People (2002) - A Festa Nunca Termina
- In This World (2003)
- Code 46 (2003) - Código 46
- 9 Songs (2004) - Nove Canções
- A Cock and Bull Story (2006)
- The Road to Guantanamo (2006) - O Caminho para Guantánamo
- A Mighty Heart (2007)
- The Shock Doctrine (2009)

## Prémios
- Recebeu duas nomeações ao BAFTA de Melhor Filme Britânico, por "Wonderland" (1999) e "In This World" (2002).
- Recebeu uma nomeação ao BAFTA de Melhor Filme de Língua Não-Inglesa, por "In This World" (2002).
- Recebeu duas nomeações ao European Film Awards de Melhor Realizador, por "In This World" (2002) e "The Road to Guantanamo" (2006).
- Recebeu uma nomeação ao European Film Awards de Melhor Realizador - Voto Popular, por "Code 46" (2003).
- Ganhou o Urso de Ouro no Festival de Berlim, por "In This World" (2002).
- Ganhou o Urso de Prata de Melhor Realizador no Festival de Berlim, por "The Road to Guantanamo" (2006).
- Ganhou o Prémio Ecuménico do Júri no Festival de Berlim, por "In This World" (2002).